# Vassílievka (Omsk)
Vassílievka - Васильевка (rus) és un poble de l'óblast d'Omsk, a Rússia, que en el cens del 2010 tenia 441 habitants. Pertany al districte rural de Mariànovka.